# Вид Њежић
Вид Њежић (Горњи Вијачани, код Прњавора, 20. јун 1903 — Теслић, март 1945) био је обућарски радник, учесник Народноослободилачке борбе и народни херој Југославије.

## Биографија
Рођен је 20. јуна 1903. године у селу Горњи Вијачани, код Прњавора. Био је обућарски радник и рано је ступио у политички живот. Био је активиста левог крила Земљорадничке странке. На парламентарним изборима 1935. године, као опозициони кандидат добио је већину гласова, а касније је био изабран и за председника општине Прњавор.
Вид се крајем јула 1941. године повезао с комунистима и укључио се у оружану борбу народа Југославије. Предводио је устанике у нападу на непријатељске посаде у Вијачанима и Хрваћанима, и у борбама на комуникацији Прњавор—Бања Лука, на Љубић-планини, на Кремници, Градини, Гаљубовцима и другим местима средње Босне.
У јесен 1941. године, као утицајна личност у свом крају, Вид је по задатку Комунистичке партија Југославије, радио на стварању Народноослободилачких одбора, а у новембру 1941. био је изабран за председника Општинског Народноослободилачког одбора у Горњим Вијачанима. Тада је постао и члан Комунистичке партије Југославије (КПЈ).
У пролеће 1942. године, у време појаве четничких јединица на подручју средње Босне, Вид је прешао у илегалност и наставио партијско-политички рад. Четници су га неколико пута заробљавали, али због његове популарности у народу га нису смели убити. Упркос веома тешким условима илегалног рада, успешно је организовао систем илегалних пунктова, окупљајући људе у Народноослободилачки покрет (НОП).
Доласком пролетерских бригада, јануара 1943. године, на подручје средње Босне и ослобођењем Прњавора, Вид је поново радио на стварању Народноослободилачких одбора и јачању партизанских јединица у своме крају. Извесно време био је у Прњаворском партизанском батаљону, а средином 1943. године постао је члан Среског комитета КПЈ за Прњавор. Новембра 1943. године изабран је за првог председника Среског народноослободилачког одбора за Прњавор, и у тој функцији учествовао на Првом заседању Земаљског антифашистичког веће народног ослобођења Босне и Херцеговине, 25. новембра у Мркоњић граду и на Другом заседању Антифашистичког већа народног ослобођења Југославије, 29. новембра у Јајцу.
Када је марта 1944. године, у Прњавору, формиран Окружни народноослободилачки одбор за подручје средње Босне, који касније прешао у Теслић; Вид је изабран за његовог првог председника. Преминуо је марта 1945. године у теслићкој болници, од последица тешког рањавања, када су четници напали воз на путу од Теслића до Блатнице.
Указом Председништва АВНОЈ-а, 26. јула 1945. године, посмртно је одликован Орденом братства и јединства првог реда, а Указом председника ФНРЈ Југославије Јосипа Броза Тита, 23. јула 1953, проглашен је за народног хероја Југославије.